# Pavetta capensis
Pavetta capensis là một loài thực vật có hoa trong họ Thiến thảo. Loài này được (Houtt.) Bremek. mô tả khoa học đầu tiên năm 1934.

## Hình ảnh

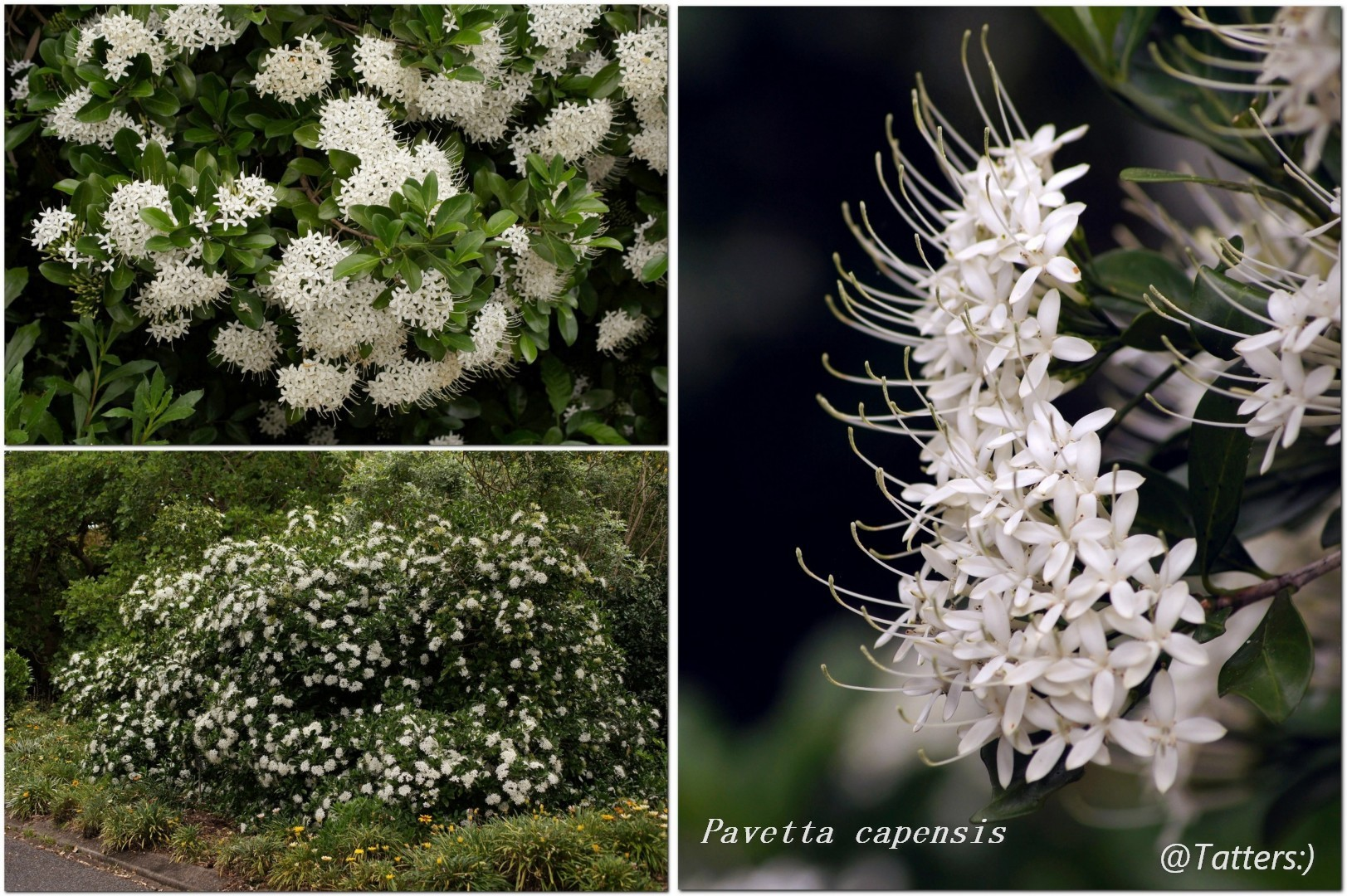